# Kentrochrysalis streckeri
Kentrochrysalis streckeri là một loài bướm đêm thuộc họ Sphingidae. Loài này có ở Mông Cổ, vùng Viễn Đông Nga, đông bắc Trung Quốc và Triều Tiên.
Sải cánh dài 88–90 mm. In Khabarovsk in Nga there is one full generation con trưởng thành bay từ tháng 5 đến tháng 7, with a partial second generation in tháng 8 in some years.
Ấu trùng ăn Fraxinus (bao gồm Fraxinus mandshurica), Ligustrum and Syringa species in Primorskiy Kray.